# Evoxymetopon poeyi
Evoxymetopon poeyi (Günther, 1887) — вид риб родини Волосохвостові (Trichiuridae).

## Опис
Спинних променів — 91-93; Анальних променів — 60. Бічна лінія досить проста, розташована посередині боків або трохи ближче до черева. Перший анальний плавець має лускоподібні промені. Тіло сріблясто-біле з блідо-коричневими плавцями; є кілька поздовжніх блідо-жовтих смуг на тілі. Максимальна довжина — 200 см.

## Поведінка
Це морська, тропічна, бентопелагічна риба, поширена на глибині 100—200 м.

## Поширення
Поширені в західній частині Індійського океану (Маврикій) і північний захід Тихого океану (Окінава і Кюсю в Японії).